# Johannes Casell
Johannes Casell (* 27. November 1962 in Miesbach) ist ein deutscher Schauspieler, der in mehreren Kinofilmen und Fernsehserien mitwirkte.

## Filmografie (Auswahl)
- 1999: Die rote Meile
- 2001: Bei aller Liebe
- 2003: Großglocknerliebe
- 2004: Lautlos
- 2005–2015: Die Rosenheim-Cops (Fernsehserie, 4 Folgen)
- 2006: Lindenstraße
- 2006: Polizeiruf 110 – Er sollte tot
- 2007: Alles außer Sex – Alles außer Männern
- 2008: SOKO 5113 – Die Akte Göttmann
- 2008, 2012: Alles was zählt (4 Episoden)
- 2011: Ludwig II.